# Табашино (станция, населённый пункт)
Табашино — станция (населённый пункт) в Оршанском районе Республики Марий Эл. Входит в состав Марковского сельского поселения.

## Этимология
Название дано железнодорожной станцией Табашино, которое в свою очередь берёт имя от села Табашино. Происходит от мужского личного имени марийцев Табаш, возводимое С. Я. Черных к марийскому слову тавыш («барыш») из чувашского тапӑш («барыш»). Вероятно, что первопоселенец села Табаш являлся обрусевшим марийцем.

## География
Населённый пункт находится в 6 км к западу от села Табашино, в 13 км к северо-западу от пгт Оршанка, административного центра Оршанского района, и в 16 км от деревни Марково, административного центра Марковского сельского поселения.

## История
В годы Великой Отечественной войны велось строительство железнодорожной ветки от Йошкар-Олы на север в сторону Котельнича. В 1944 году ветка была открыта до станции Турша на 149-м км. До станции Табашино (157-й км) железная дорога было проложена в 1949 году, а открыта станция в 1954 году. Население станции составляли, в основном, работавшие на железнодорожной ветке. Часть населения переехала из посёлка Тютюй (существовавшего до 1980 года) и Йошкар-Олы.
В 1958 году в 9 частных домах и 4 бараках проживали 23 семьи численностью 100 человек. По национальности все жители были русскими. Дети учились в начальной школе посёлка Немецкий (существовавшего на железнодорожной линии до 1968 года в 2 км к юго-западу от станции), а старшеклассники — в восьмилетней села Табашино.

## Население
| 2010 |
| ---- |
| 37   |

## Предприятия
В 2 км к северу от станции расположен Марийский нефтеперерабатывающий завод.

## Транспорт
В населённом пункте находится железнодорожная станция Табашино тупиковой линии Зелёный Дол — Яранск ГЖД. Летом действует пригородный поезд Йошкар-Ола — Яранск. До ближайшего населённого пункта села Табашино ведёт 8-километровая автодорога (асфальтировано 5 км от Марийского нефтеперерабатывающего завода до села).